# Double Dragon (jeu vidéo, 1995)
Pour les articles homonymes, voir Double Dragon.
Double Dragon (ダブルドラゴン, en japonais) est un jeu vidéo de combat développé par Technos et édité par SNK en 1995 sur Neo-Geo MVS, Neo-Geo AES et Neo-Geo CD (NGM / NGH 082),,.
Le jeu est dérivé de la série de jeux Double Dragon. Il est basé sur le film de 1994 qui est lui-même basé sur le jeu d'arcade.